# Andrea Schwarz-Hausmann
 Andrea Schwarz-Hausmann (* 1966 in Wien) ist eine österreichische Juristin,  Autorin und Theaterschaffende. Ihre Spezialgebiete sind Theaterrecht, Medizin- und Gesundheitsrecht sowie Arbeitssicherheit und Brandschutz.

## Leben und Wirken
Andrea Schwarz-Hausmann wurde als Tochter einer Wienerin und eines Sizilianers in Wien geboren. Neben der Gymnasialzeit absolvierte sie eine Ballettausbildung. Nach der Ausbildung am Konservatorium der Stadt Wien, nunmehr Privatuniversität Wien, in den Fächern Operette und Musical, Schauspiel und Regie begann sie ihre Karriere am Wiener Volkstheater, dem Theater in der Josefstadt und war von 1989 bis 1996 Abendspielleiterin zunächst in der Wiener Volksoper, später in der Wiener Staatsoper. Neben dieser Tätigkeit war Schwarz-Hausmann, unter dem Künstlernamen Andrea Schwarz-Giammona bzw. Andrea Schwarz an österreichischen und deutschen Bühnen als Sängerin, Schauspielerin und Regisseurin sowie als Assistentin von Otto Schenk, Jerome Savary oder Istvan Szabo tätig. Weiters war sie beim Aufbau der Barbara Karlich Show Redakteurin sowie Dramaturgin.
Nach Absolvierung eines Jura-Studiums an der Universität Wien folgten die Gerichtspraxis sowie die Tätigkeit in zwei Wiener Anwaltskanzleien mit dem Schwerpunkt Arbeits- und Sozialrecht sowie Medizinrecht. Als einer der ersten Absolventinnen der Schwerpunktausbildung Medizinrecht an der Uni Wien, folgte die weitere Spezialisierung über eine Ausbildung als Gesundheitsökonomin und das Masterstudium Gesundheits- und Sozialmanagement. Dies führte auch zur Nominierung für die Wahl zum Patientenombudsmann.
2003 bis 2012 unterrichtete Schwarz-Hausmann Rechtsfächer an der Fachhochschule Burgenland am Standort Pinkafeld. Schwarz-Hausmann und ist seit 2010 als Mitglied bei der Feuerwehr Ludweis als Feuerwehrjuristin (FJUR) aktiv und wurde als erste Frau 2012 zum Brandschutzmanager zertifiziert.
2014 schloss Schwarz-Hausmann ihr Kanonistik-Studium an der Universität Wien als „Magister Legum“ (LL.M) ab. Ebenfalls 2014 kehrte Schwarz-Hausmann wieder zu ihren künstlerischen Wurzeln zurück und übernahm die Leitung des Künstlerischen Betriebsbüros der „Oper Burg Gars“ sowie diverse Regiearbeiten im Bereich Operette und musikalisches Unterhaltungstheater. Große Erfolge feierte sie zuletzt mit den Inszenierungen der Operetten Die Csárdásfürstin (2018) von E. Kálmán sowie Der Zigeunerbaron von Johann Strauss 2019 sowie 2020 "Gräfin Mariza" für die Johann-Strauß-Operette Wien, wo sie auch die Rolle der "Tante Bozena" verkörperte und damit erfolgreich ins Fach der "Komischen Alten" wechselte. Im Schönbrunner Stöckl Dinner Theater inszeniert sie diverse musikalische Comedy Shows wie Amore Mio, Kaiser und Schmarrn oder Vive la France sowie Pasta Diva und das Weihnachtsspecial Zwei Engerl und ein Flügel. International ist sie als Solistin im Kreuzfahrt Entertainment tätig. 2022 spielte Schwarz-Hausmann die "Moldaschl" in der Operette "Die Gigerln Von Wien" bei den Festspielen Kittsee. 2024/25 ist Andrea Schwarz in der Rolle der Praskowja, als komische Alte mit umjubelter Tanzeinlage, auf großer Deutschlandtournee mit der Operette "Die Lustige Witwe " von Lehar,.

## Schriften
- Historische Entwicklung und aktueller Stand des Schauspielrechts  ISBN 3-7035-1037-4
- Arbeitsrecht und Sozialversicherung in der Praxis ISBN 978-3-7046-4590-6
- Praxishandbuch Vertretungsrecht ISBN 978-3-7046-5231-7
- Darstellende Berufe ISBN 978-3-7046-4412-1
- Praxiswissen Gesundheitsberufe ISBN 978-3-7035-1077-9
- Praxishandbuch Brandschutz ISBN 978-3-901942-46-4
- Ausbildung zur Sicherheitsvertrauensperson
- Ausbildung zum Brandschutzwart
- Praxishandbuch Arbeitssicherheit
- Praxishandbuch Brandschutz (2. Auflage)